# خورشیدگرفتگی ۱ آوریل ۲۰۹۸
خورشیدگرفتگی ۱ آوریل ۲۰۹۸ (به انگلیسی: Solar eclipse of April 1, 2098) یک خورشیدگرفتگی از نوع خورشیدگرفتگی جزئی است. این خورشیدگرفتگی در تاریخ ۱ آوریل ۲۰۹۸ میلادی (‎۱۳ فروردین ۱۴۷۷ خورشیدی) روی خواهد داد که زمان اوج آن، ساعت ۲۰:۰۲:۳۱ به‌وقت ساعت هماهنگ جهانی است.